# Ріл
Ріл (англ. Rhyl, валл. Y Rhyl) — місто на півночі Уельсу, в області Денбігшир.
Населення міста становить 25 390 осіб (2001).